# Jerzu
Jerzu – miejscowość i gmina we Włoszech, w regionie Sardynia, w prowincji Nuoro. Graniczy z Arzana, Cardedu, Gairo, Lanusei, Osini, Tertenia, Ulassai i Villaputzu.
Według danych na rok 2019 gminę zamieszkiwało 3165 osób, 31 os./km².